# 18 novembre 1925
Le 18 novembre 1925 est le 322e jour de l'année 1925 du calendrier grégorien. Il s'agit d'un mercredi.

## Événement
- Alexandre Varenne devient gouverneur de l'Indochine française à la suite de Maurice Antoine François Montguillot.

## Naissances
- Gene Mauch, joueur de baseball américain.
- Georges Salomon, inventeur français pionnier de l'industrie du ski.